# 489

## Evenimente
- 14 februarie: A fost declarată de către Papa Gelasius I zi a Sfântului Valentin (Valentin din Terni). Se încerca înlăturarea sărbătorii păgâne, romane, a Lupercaliilor, care se celebra pe 15 februarie și care amintea de lupoaica ce i-a crescut pe Romulus și Remus.